# محمود کرم
محمود کرم (انگلیسی: Mahmoud Karam؛ زادهٔ ۱۷ نوامبر ۱۹۸۲) بازیکن هندبال اهل مصر است.